# Liste der Bodendenkmale in Menslage
In der Liste der Bodendenkmale in Menslage sind die Bodendenkmale der niedersächsischen Gemeinde Menslage aufgeführt. Die Quelle ist der Denkmalatlas Niedersachsen.
- Bitte beachten Sie, dass diese Liste keinen Anspruch auf Vollständigkeit erhebt.
- Die Angaben ersetzen nicht die rechtsverbindliche Auskunft der zuständigen Denkmalschutzbehörde.
- Es sind nur Daten aus dem Denkmalatlas verarbeitet.
- Der Stand der Liste ist der 8. Mai 2025.

Menslage im Landkreis Osnabrück

## Allgemein
In den Spalten finden sich folgende Informationen des Bodendenkmales:
| Lage         | geographische Koordinaten                                                           |
| Bezeichnung  | Bezeichnung lt. Denkmalatlas                                                        |
| Beschreibung | Beschreibung lt. Denkmalatlas                                                       |
| ID           | Objekt-ID                                                                           |
| Bild         | Bild, ggf. zusätzlich mit Link zu weiteren Fotos im Medienarchiv Wikimedia Commons. |

## Borg
| Lage                       | Bezeichnung  | Beschreibung | ID       | Bild |
| -------------------------- | ------------ | --- | -------- | ---- |
| 52° 40′ 19″ N, 7° 53′ 9″ O | Borg 2, Burg | Gräftenburg, ehemals Dreiflügelanlage mit doppeltem Graftsystem. Die Burggebäude sind abgerissen, die Gräftenanlage ist tw. verfüllt. Auf dem Gelände der ehemaligen Burg steht heute auf einem etwa 1 m über der Umgebung erhöhten Plateau ein Kotten. Die Gräften sind tw. noch als Wassergräben erhalten, tw. als feuchte Senken erkennbar. Wurde lt. schriftlicher Überlieferung um 1486 von Bernhard von Voß erbaut. Ende 18. Jh. Konkurs und Abriss. | 28956960 | BW   |

## Hahlen
| Lage                       | Bezeichnung         | Beschreibung | ID       | Bild |
| -------------------------- | ------------------- | --- | -------- | ---- |
| 52° 39′ 29″ N, 7° 48′ 4″ O | Hahlen 14, Landwehr | Nahe der Gemarkungsgrenze zu Hahlen in feuchtem Niederungsgebiet. Leicht bogenförmiger Verlauf von SSO nach N. 3 Wälle mit zwischenliegenden Gräben, durch Straße und Wiese unterbrochen. Erhaltene Gesamt-L. ca. 390 m; Gesamt-Br. bis 40 m; Wall-Br. ca. 5 m; Wall-H. ca. 0,8 m; Grabentiefe ca. 0,5 m. Im mittleren Bereich mittlerer Wall zerstört, im südl. Bereich O-Wall verschliffen (H. ca. 0,5 m) und W-Wall (H. ca. 1 m) erhalten. - Teilstück ID: 37017805 | 28956963 | BW   |

## Herbergen
| Lage                        | Bezeichnung               | Beschreibung | ID       | Bild |
| --------------------------- | ------------------------- | --- | -------- | ---- |
| 52° 41′ 29″ N, 7° 47′ 31″ O | Herbergen 1, Siedlung     | Ausgehende ältere und jüngere römische Kaiserzeit (2./3. Jh. n. Chr.). | 28945800 | BW   |
| 52° 41′ 32″ N, 7° 47′ 30″ O | Herbergen 1, Burg         | Auf einem Sandrücken, der sich heute wegen des Eschauftrags 3 – 4 m über der feuchten Niederung des Bühnenbaches erhebt, im Mittelalter waren es nur 2 m. Auf drei Seiten fällt er steil ab, nur die Nordwestseite läuft flach aus. Der Geestrücken wird dort durch einen künstlichen oder künstlich erweiterten Einschnitt von 25 – 30 m Breite abgetrennt. Die Befestigung selbst bestand aus einem am Plateaurand umlaufenden Spitzgraben von 3,5 m Breite und 1,4 m Tiefe. Dahinter lag nach einer 2 – 2,5 m breiten Berme eine 6 m breite Holz-Erde-Mauer. Diese Umwehrung umgab einen ovalen Innenraum von max. 90 × 60 m Größe. Heute hat der Bühnenbach im Süden Teile der Befestigung abgeschwemmt. Von der Innenbebauung wurden mehrere Grubenhäuser erfasst. | 28945801 |      |
| 52° 41′ 43″ N, 7° 49′ 18″ O | Herbergen 2, Grabhügel    | Größe ca. 11,5 × 8,5 m und Höhe ca. 0,5 m. Oval. | 28945701 | BW   |
| 52° 41′ 44″ N, 7° 49′ 18″ O | Herbergen 3, Grabhügel    | Durchmesser ca. 10 m und Höhe ca. 0,5 m. Unregelmäßig. Rand schlecht abgesetzt. | 28945700 | BW   |
| 52° 40′ 34″ N, 7° 49′ 2″ O  | Herbergen 12, Kirchenburg | Ehemalige Kirchhofsburg mit einschiffiger Saalkirche und umgebenden Fachwerkhäusern (18. Jh.). Obertägig keine Reste ehemaliger Befestigungen erhalten. Kirche frühgotisch, quadratischer Westturm 1576 mit achtseitiger Pyramide. Anfang 1945 restlos ausgebrannt, Gewölbe eingestürzt. 1949/50 wieder aufgebaut. | 28945699 | BW   |